# Efraasia minor
Efraasia minor Huene, 1908 era un dinosauro sauropodomorfo, vissuto in Europa (Germania) nel Triassico superiore, che poteva raggiungere una lunghezza di 2,4 m. È l'unico appartenente del genere Efraasia.
Il nome di questo animale deriva da quello di E. Fraas che lo scoprì nel 1908. Un po' più grosso dei prosauropodi affini, Efraasia presenta le caratteristiche strutturali di tutto il gruppo. Le mani erano strumenti multiuso: le dita potevano strappare piccole piante o ciuffi di foglie, soprattutto per la presenza del primo dito mobile. L'articolazione del polso era ben sviluppata e il palmo della mano poteva essere appoggiato al suolo e consentire all'animale di camminare a quattro zampe. Efraasia presentava però una caratteristica primitiva: soltanto due vertebre sacrali collegavano il bacino alla colonna vertebrale e ciò rendeva piuttosto deboli le regioni posteriori (in tutti gli altri saurischi infatti le vertebre sacrali sono almeno 3).

## Bibliografia

Proporzioni dell'animale rispetto la figura umana